# نبرد تاباروزاکا
نبرد تاباروزاکا (انگلیسی: Battle of Tabaruzaka) یکی از نبردهای وابسته به جنگ سینان بود. این نبرد در ماه مارس ۱۸۷۷ در کیوشوی ژاپن همزمان با محاصره قلعه کوماموتو رخ داد.

## زمینه
در سوگندنامه امپراتور میجی در ماده چهارم در مورد لغو رسوم ناپسند گذشته و در ماده دوم در مورد ایجاد وحدت و از بین رفتن طبقات اجتماعی سخن رفته بود. اقداماتی که در مورد اجرای چنین موادی به مورد اجرا درآمد عبارت بودند از:
1. الغای فئودالیسم در سال ۱۸۷۱ که در نتیجه آن بسیاری از زمین‌های فئودال‌ها در اختیار دولت قرار گرفت.
2. تشکیل نیروی دریایی و و زمینی و به اجرا گذاشتن قانون نظام وظیفهٔ عمومی در سال ۱۸۷۲ میلادی. با این قانون تمام افراد توانایی به دست آوردن مهارت جنگ آوری را به دست آوردند و جنگ آوری از انحصار طبقه سامورایی خارج شد.
3. تحریم حمل شمشیر و قطع مستمری سامورایی‌ها. تا قبل از این قانون سامورایی‌ها مجاز به حمل دو شمشیر بودند و این امتیاز اعتبار و آبروی اجتماعی ایشان محسوب می‌شد.

تصویب چنین قوانینی اعتبار سامورایی‌ها و تأمین معاش آنان را خدشه‌دار کرد، در نتیجه نارضایتی و شورش آنان را در پی آورد.
در سال ۱۸۷۳ میلادی، کشور کره به درخواست ژاپن مبنی بر ایجاد روابط دوستانه مابین دو کشور جواب رد داد و هیئتی که از جانب ژاپن فرستاده شده بود را نپذیرفت. از این رو در دولت میجی عده‌ای به رهبری سایگو تاکاموری طرحی برای حمله به کشور کره به منظور تنبیه آن کشور آماده کردند که پذیرفته شد. در همان زمان ایکوارا عضو برجستهٔ مشاورین دولت از سفر آمریکا و اروپا به ژاپن برگشت و با طرح مزبور مخالفت کرد. سایگو پس از این مخالفت از مقامش کناره‌گیری کرد و به کاگوشیما در جنوب ژاپن رفت و در آنجا مدرسه‌ای را بنا کرد. ساموراییهایی که در این دوران در حال از دست دادن قدرت و ناراضی از دولت بودند، دور او جمع شدند و او در جایگاه رهبری شورش جهت سرنگونی دولت قرار گرفت.

## خلاصه
نبرد تاباروزاکا در تاریخ ۳ مارس ۱۸۷۷ آغاز شد، زمانی که نیروهای وفادار به دولت میجی در تلاش برای شکستن محاصره قلعه کوماموتو، به نیروهای سامورایی شورشی درگیر شدند و قصد این را داشتند که جاده اصلی شهر کوماموتو را تسخیر کنند. این نبرد در نهایت در یک خط ۶٫۵ مایلی از تاباروزاکا تا دریای آری‌آکه گسترش یافت.
درگیری‌ها برای چندین روز از آغاز نبرد، ادامه یافت، و هر دو طرف به جمع کردن نیروهای اضافی پشتیبانی در منطقه ادامه دادند. در نهایت، نیروهای تعداد نیروهای سایگو تاکاموری به ۱۵٬۰۰۰، و ارتش امپراتوری ژاپن، به رهبری شاهزاده آریسوگاوا تاروهیتو، یاماگاتا آریتومو به ۹۰٬۰۰۰ نفر رسید. اولین روز از روزهای نبرد با باران سنگین مواجه شد که مانع توانایی شورشیان برای تأمین مجدد مایحتاجشان شد. در نتیجه کمبود مواد مهم و خسارت ناشی از نفوذ آب به تفنگ‌های مدل قدیم، نیروهای شورشی مجبور به مبارزه با شمشیر شدند. در روز ۱۵ مارس، نیروهای دولتی حمله‌های بزرگی به خطوط شورشی انجام دادند. در روز ۲۰ مارس، شورشیان مجبور به عقب‌نشینی شدند، ابتدا عقب‌نشینی تا اوئه‌کی، کوماموتو انجام شدند و سپس از این موقعیت نیز رانده شدند.
تلفات نهایی در این نبرد حداقل ۴۰۰۰ نفر از هر دو طرف کشته و زخمی بود.